# Bhutan

Bhutan

Bhutan (dzongkha འབྲུག་ཡུལ་, ang. Bhutan), oficjalnie Królestwo Bhutanu (dzongkha འབྲུག་ཡུལ་, ang. Kingdom of Bhutan) – państwo śródlądowe w Azji Południowej, we wschodnich Himalajach, graniczące na północy, zachodzie i wschodzie z Chinami, a na południu z Indiami. Oficjalna nazwa Druk Jul oznacza Królestwo Smoka.
Mieszkańcy Bhutanu nazywają siebie Druk Pa – ludzie smoków.

## Geografia i klimat

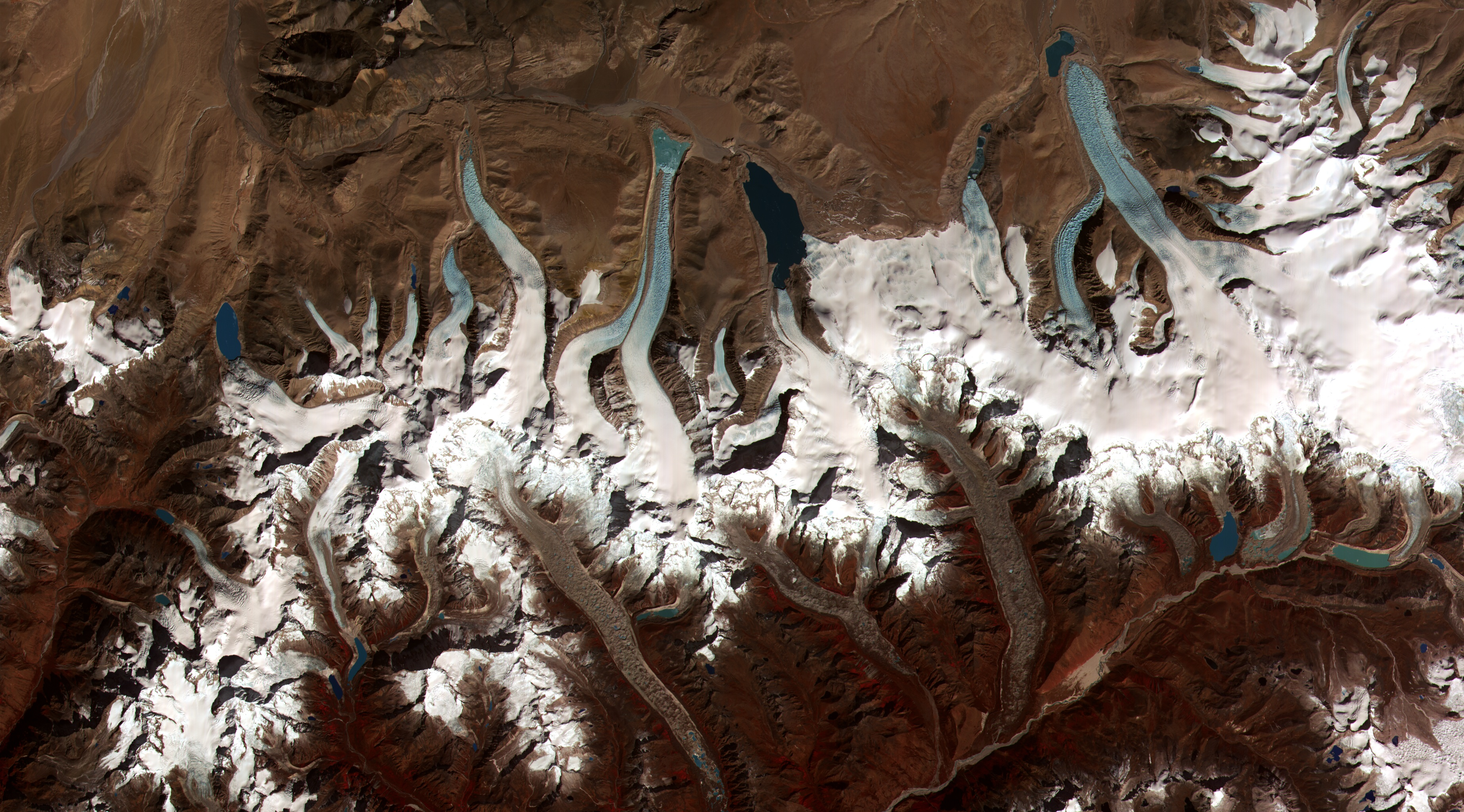
Lodowce i jeziora na granicy z Himalajami

Bhutan jest górzystym krajem bez dostępu do morza, leżącym we wschodniej części Himalajów, pomiędzy Tybetem w Chinach na północy a indyjskimi stanami Asam i Bengal Zachodni na południu i wschodzie oraz Sikkim na zachodzie.
Dzieli się na trzy równoleżnikowe strefy: na północy wznoszą się Himalaje Wysokie. 20 wierzchołków przekracza wysokość 7000 m n.p.m. (najwyższy szczyt Gangkhar Puensum 7570 m). W środkowej strefie, która obniża się w kierunku południowym, tworząc Małe Himalaje (Himalaje Wewnętrzne), znajdują się niższe pasma poprzecinane żyznymi dolinami rzek: m.in. Sankosz i Manas-czʽu. I tak pomiędzy rzekami Mo i Drangme usytuowany jest wododział Czarnych Gór o wysokościach 1500–2700 m n.p.m. Na wschodzie kraju znajduje się łańcuch gór Donga. Pogórze Himalajów tworzy masyw Siwalik ze wzniesieniami nie przekraczającymi 1500 m n.p.m. Ostatnia strefa znajduje się na południu kraju i ma charakter nizinny. Jest to równina Duars (Dwar) leżąca w znacznej większości na terenie Indii. Tu zajmuje pas przygraniczny z Indiami o szerokości 8–13 km.
Ponad połowa terytorium kraju leży powyżej 3000 m n.p.m. Sieć rzeczna jest gęsta, wszystkie są dopływami Brahmaputry, do której wpadają już na terenie Indii.
Klimat zwrotnikowy wilgotny, monsunowy; tropikalny na południu, chłodne zimy i gorące lata w dolinach, ostre zimy i chłodne lata w Himalajach. Granica wiecznych śniegów wskutek znacznych opadów przebiega stosunkowo nisko, bo już na wysokości ok. 4500–4880 m n.p.m.
Góry do 3500 m są pokryte lasami zajmującymi 67% powierzchni kraju. Na południu to lasy monsunowe z drzewem tekowym, wyżej lasy mieszane z dębem, sosną i jodłą. Powyżej 3500 m występują łąki alpejskie, a powyżej 4500 m wieczne śniegi i lodowce.
Użytki zielone (łąki i pastwiska) stanowią 6%, a grunty orne 2% powierzchni kraju.

## Ochrona przyrody
Ochroną przyrody objęto 10 230 km². Utworzono 9 obszarów chronionych.
Dwa parki narodowe: przy granicy z Indiami transgraniczny Manas (lasy tropikalne o powierzchni 41 934 ha) oraz Doga (2 027 ha).
Na północy Bhutanu utworzono 3 wysokogórskie obszary chronionego krajobrazu: Gasa (271 690 ha), Jigme Dorjee (370 880 ha), Laya (147 300 ha).
Pozostałe obiekty to rezerwaty: leśny – Khaling (pow. 23 562 ha), oraz faunistyczne – Goley (19 684 ha), Mochu (27 972 ha) i Pochu (14 245 ha). (Dane z 2000 r.)

## Historia
Początki historii Bhutanu są mało znane, lecz odnalezione kamienne narzędzia i megality wskazują, że tereny te zamieszkane były już między XX a XV wiekiem p.n.e. W VIII wieku indyjski jogin Guru Rinpocze (Padmasambhava) rozpowszechnił w Bhutanie buddyzm tybetański. Do początku XVII wieku Bhutan nie stanowił jednolitego państwa, tylko był złożony z wielu drobnych, wzajemnie zwalczających się prowincji. W 1450 w urodził się Pema Lingpa, czwarty z pięciu głównych tertonów w buddyzmie, który utworzył w pełni bhutańską odmianę tradycji ningma.
Shabdrung Ngawang Namgyal, lama przybyły w 1616 z Tybetu doprowadził do zjednoczenia kraju. Wprowadził system dwuwładzy świeckiej i religijnej oraz stworzył system ufortyfikowanych klasztorów. Po śmierci Shabdrunga w 1651 kraj ponownie był targany wojnami domowymi. W 1772 Bhutan po raz pierwszy został zaatakowany przez Brytyjczyków. Wielka Brytania zaatakowała ponownie w 1864 i po 5-miesięcznej walce, w 1865 podpisano pokój, na mocy którego Bhutan został zmuszony do zrzeczenia się części terytorium na południu, otrzymując jednak w zamian coroczną rekompensatę.
17 grudnia 1907 zgromadzenie reprezentantów mnichów buddyjskich, urzędników i ludności wybrało pierwszego dziedzicznego króla, którym został popierany przez Brytyjczyków Ugjen Łangczuk, kończąc tym samym system dwuwładzy. W 1910 król podpisał układ z Wielką Brytanią, w którym zgodził się na objęcie kraju brytyjskim protektoratem w zamian za podwojenie rekompensaty.
Po odzyskaniu niepodległości przez Indie w 1947, w 1949 został podpisany bhutańsko-indyjski traktat o przyjaźni, na mocy którego zaanektowane przez Brytyjczyków bhutańskie prowincje zostały zwrócone, a Indie zobowiązały się prowadzić politykę obronną i zagraniczną oraz pomagać mu gospodarczo. Trzeci bhutański król, panujący od 1953 Jigme Dorji Wangchuck otworzył kraj na świat i doprowadził do przyjęcia w 1971 do ONZ. 10 lutego 1971 roku na podstawie Rezolucji Rady Bezpieczeństwa ONZ nr 292 Bhutan został członkiem ONZ.
W latach 1990–1991 wybuch niezadowolenia mniejszości nepalskiej zagroził stabilności kraju. Podczas zamieszek w Thimphu zginęło kilkaset osób, a znaczna część Nepalczyków została zmuszona do opuszczenia kraju. W XXI wieku powstała zbrojna partyzantka nepalska skupiona wokół Bhutańskiej Partii Komunistycznej (Marksistowsko-Leninowsko-Maoistowskiej) i jej zbrojnego ramienia Tygrysów Bhutanu.
18 lipca 2008 27-letni król Bhutanu Jigme Khesar Namgyel Wangchuck podpisał pierwszą konstytucję, przyjętą tego dnia przez parlament.

## Ustrój polityczny
Dziedziczna monarchia konstytucyjna; głową państwa jest król (Druk Gyalpo), który zgodnie z reformami wprowadzonymi w 1998 mógł być odwołany głosami 2/3 150-osobowego Zgromadzenia Narodowego (Tshogdu).
Działalność antykonsumpcyjna dotyczy tu absolutnie wszystkich, także króla, który nie mieszka w pałacu, a w willi. W podróżach za granicę korzysta z rejsowego samolotu.
Do 31 lipca 2007 funkcję parlamentu spełniało jednoizbowe Zgromadzenie Narodowe, wybierane na 3 lata i złożone z 3 kategorii członków:
- 105 przedstawicieli 20 bhutańskich prowincji
- 10 przedstawicieli klasztorów buddyjskich
- 35 przedstawicieli mianowanych przez króla

Zgromadzenie zbierało się 2 razy w roku, lecz przewodniczący mógł zwoływać nadzwyczajne sesje w szczególnych wypadkach. Rozporządzenia króla i rządu były zatwierdzane przez zgromadzenie zwykłą większością głosów.
Obecnie, po reformie ustrojowej, parlament jest dwuizbowy. Izba wyższa – Rada Narodowa Bhutanu – liczy 25 członków, z których 20 reprezentuje każdy z 20 dystryktów, a 5 jest mianowanych przez króla. Członkowie Rady nie mogą należeć do partii politycznej i muszą się legitymować wykształceniem na poziomie uniwersyteckim. Z kolei izba niższa, czyli Zgromadzenie Narodowe, składa się z 47 przedstawicieli wybieranych w powszechnych i bezpośrednich wyborach na pięcioletnią kadencję. Pierwsze wybory odbyły się 24 marca 2008 roku i zakończyły się przytłaczającym zwycięstwem konserwatywnej i rojalistycznej Partii Pokoju i Dobrobytu Bhutanu (DPT) premiera Jigme Thinleya, która zdobyła poparcie 67% wyborców i zdobyła 45 miejsc w izbie niższej parlamentu. Pozostałe dwa miejsca przypadły opozycyjnej Ludowo-Demokratycznej Partii Bhutanu (PDP).
Rada Ministrów Bhutanu, której przewodniczy premier, jest mianowana przez króla i zatwierdzana przez Zgromadzenie Narodowe na 5-letnią kadencję.
Kraj podzielony jest na 20 prowincji zwanych Dzongkhag. Przewodniczący prowincji (Dzongdag) jest wybierany w powszechnych wyborach na okres 3 lat. Od 1988 utworzono składające się z 4 prowincji strefy, kolejny szczebel władzy samorządowej. Na czele strefy stoi Chichab, który jest organem zwierzchnim w stosunku do szefów prowincji. Każda z prowincji jest podzielona na bloki składające się z kilku wsi. Na czele bloku stoi Gup, którego rolą jest przekazywanie mieszkańcom rozporządzeń rządu.
Bhutan podpisał w 1949 traktat z Indiami, na podstawie którego jest politycznie nadzorowany przez Indie, a te odpowiedzialne są za jego obronę.

## Podział administracyjny

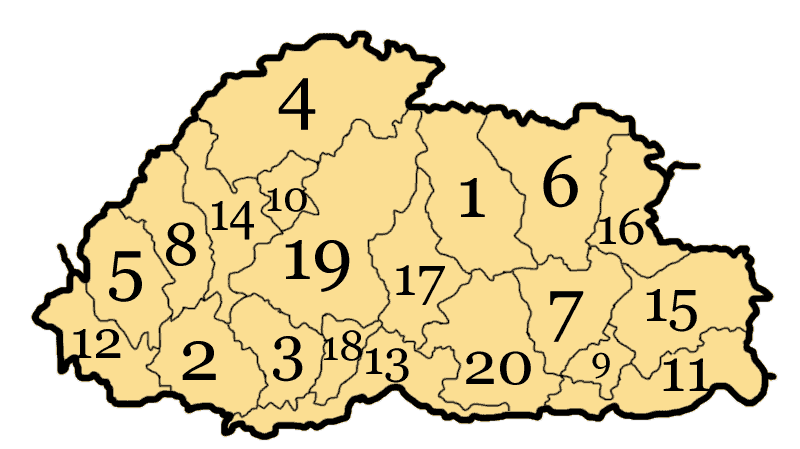
Dzongkhagi Bhutanu

Bhutan jest podzielony na 20 prowincji zwanych dżongkʽag (dystryktami):
- Bumtʽang
- Cirang
- Czʽukʽa
- Daganang
- Gasa
- Ha
- Jangce
- Lhünce
- Monggar
- Paro
- Pemagacel
- Punakʽa
- Samce
- Samdrup Dzongkʽar
- Sarpang
- Thimphu
- Traszigang
- Trongsa
- Wangdü Pʽodrang
- Żemgang

Dżongkʽag dzielą się z kolei na kilka lub kilkanaście gewog.

## Ludność

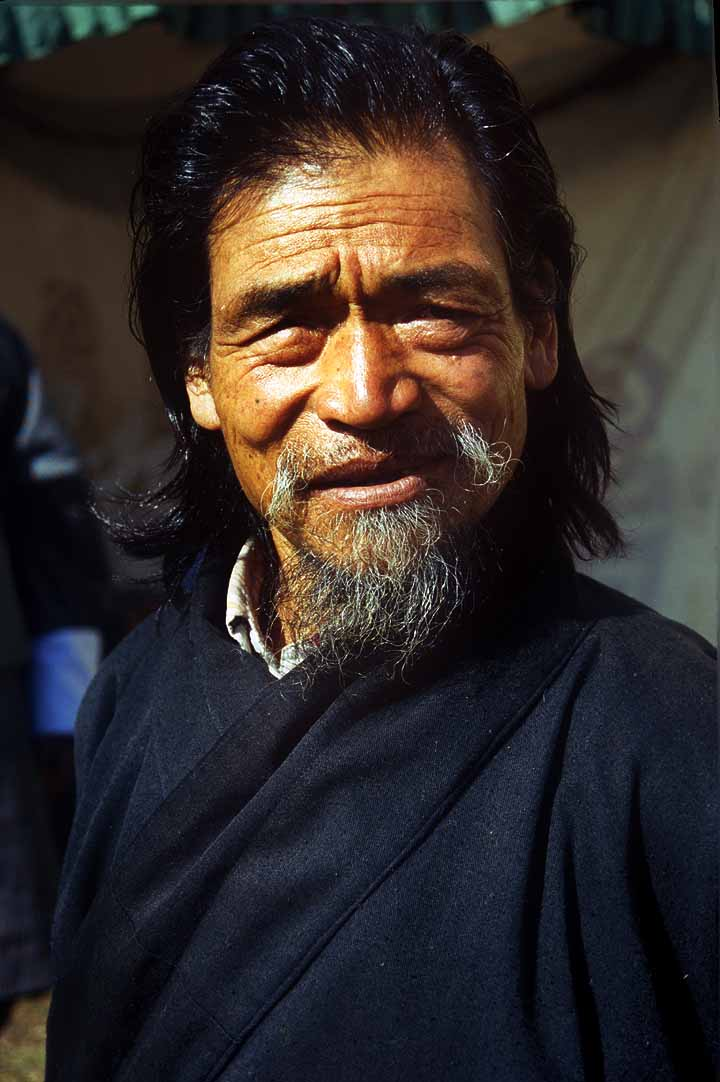
Dominującą grupą etniczną są potomkowie tybetańskich i tybetańsko-birmańskich osiedleńców

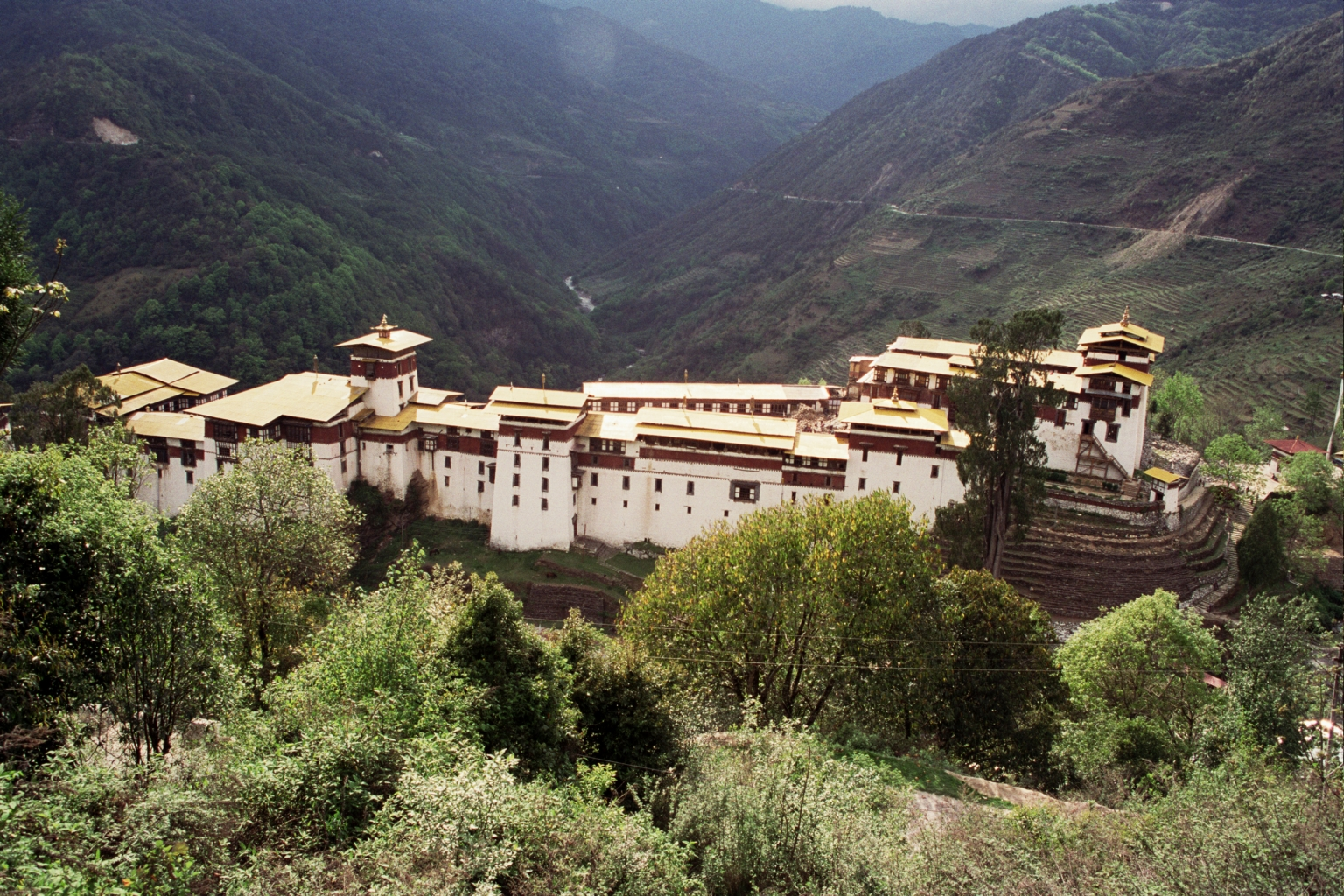
Bhutan, klasztor Trongsa

Szacowana przez CIA World Factbook na 2 232 291 mieszkańców wielkość populacji jest kwestionowana. Z oficjalnego spisu mieszkańców sporządzonego w 2003 przez rząd Bhutanu wynika, że kraj ten zamieszkuje 734 340 obywateli. Tak znaczna różnica wynika z faktu, że CIA aktualizuje dane o wskaźnik przyrostu naturalnego przekazany na początku lat 70. XX wieku przez rząd Bhutanu Organizacji Narodów Zjednoczonych. Uważa się, że Bhutan zawyżył wówczas liczbę mieszkańców, aby zostać przyjętym do tej organizacji (do ONZ mogły wówczas zostać przyjęte jedynie państwa, których liczba mieszkańców przekraczała 1 mln), a podawane dziś informacje są bliższe prawdzie.
Gęstość zaludnienia wynosi 15 osób na km², co oznacza, że Bhutan jest jednym z najmniej zaludnionych państw Azji. 20% mieszkańców Bhutanu mieszka w małych miasteczkach, głównie na południu i w centrum kraju. Największym miastem jest stolica Thimphu, którą zamieszkuje 98 676 mieszkańców, innymi większymi miastami są Phuntsholing (27 658 os.) i Paro (11 448 os.).
Wśród mieszkańców Bhutanu dominującą grupą jest Ngalop osadzona głównie na zachodzie kraju i Sharchop, którzy związani są ze wschodem Bhutanu, reszta to Nepalczycy i Hindusi.

### Języki

Rozmieszczenie języków w Bhutanie

Narodowym językiem jest dżongkha i stanowi, obok angielskiego, język oficjalny. Pismo jest nazywane chhokey i jest bardzo podobne do pisma tybetańskiego. Rząd klasyfikuje 19 dialektów dżonkgha. Lepcza jest używany na zachodzie, tshangla na wschodzie, język nepalski jest szeroko używany na południu.
Odsetek ludności umiejącej czytać i pisać w Bhutanie wynosi tylko 42,2% (56,2% mężczyzn i 28,1% kobiet). U dzieci w wieku 14 lat i młodszych odsetek ten wynosi 39,1%, u osób w wieku 15-59 lat
56,9%, a u osób powyżej 60 lat tylko 4%.
Średnia wieku populacji wynosi 20,4 lat. Średnia długość życia wynosi 62,2 lat (61 dla mężczyzn i 64,5 dla kobiet). Na 100 kobiet przypada 107 mężczyzn.
Struktura etniczna:
- Bhotia: 24,1%
- Sharchop: 21,3%
- Dzala: 10,3%
- Kheng: 8%
- Bumthangpa: 5,5%
- pozostali: 30,8%

W 2012 w Bhutanie mieszkało 750 tys. osób.

## Religijność
Struktura religijna kraju w 2019 roku według World Christian Database:
- buddyzm – 82,9%,
- hinduizm – 11,3%,
- tradycyjne religie plemienne – 3,3%,
- chrześcijaństwo

- - protestantyzm i niezależni – 2,0% (z czego większość to zielonoświątkowcy),
  - katolicyzm – 0,2%

- islam – 0,2%,
- pozostali – 0,1%.

## Miasta Bhutanu
- Bajo
- Jakar – kulturowe centrum Bhutanu
- Monggar-dzong
- Paro – znajduje się tam międzynarodowe lotnisko
- Punakʽa – stara stolica, zimowa rezydencja królewska
- Phuentsholing
- Samdrup Jongkhar
- Thimphu – największe miasto w Bhutanie, stolica
- Traszigang
- Trongsa

## Kultura
Dzięki ukształtowaniu terenu Bhutan nie był podatny na zewnętrzne wpływy kulturowe. Długo utrzymywano tu politykę srogiego izolacjonizmu zarówno kulturalnego, jak i ekonomicznego, aby zachować dziedzictwo kraju i odrębność. Jeszcze w ostatnich dekadach dwudziestego wieku tylko nieliczni cudzoziemcy mogli odwiedzać Bhutan, dzięki czemu pomyślnie zachował on swoją tradycję i obyczaje.
Bhutańskie dziedzictwo opiera się przede wszystkim na starożytnej kulturze tybetańskiej i na buddyzmie, który do 2006 był jedyną dozwoloną religią na terenie państwa. Nowa konstytucja z 2008 wprowadziła wolność religijną, ale w praktyce administracja nadal aktywnie zwalcza inne religie.

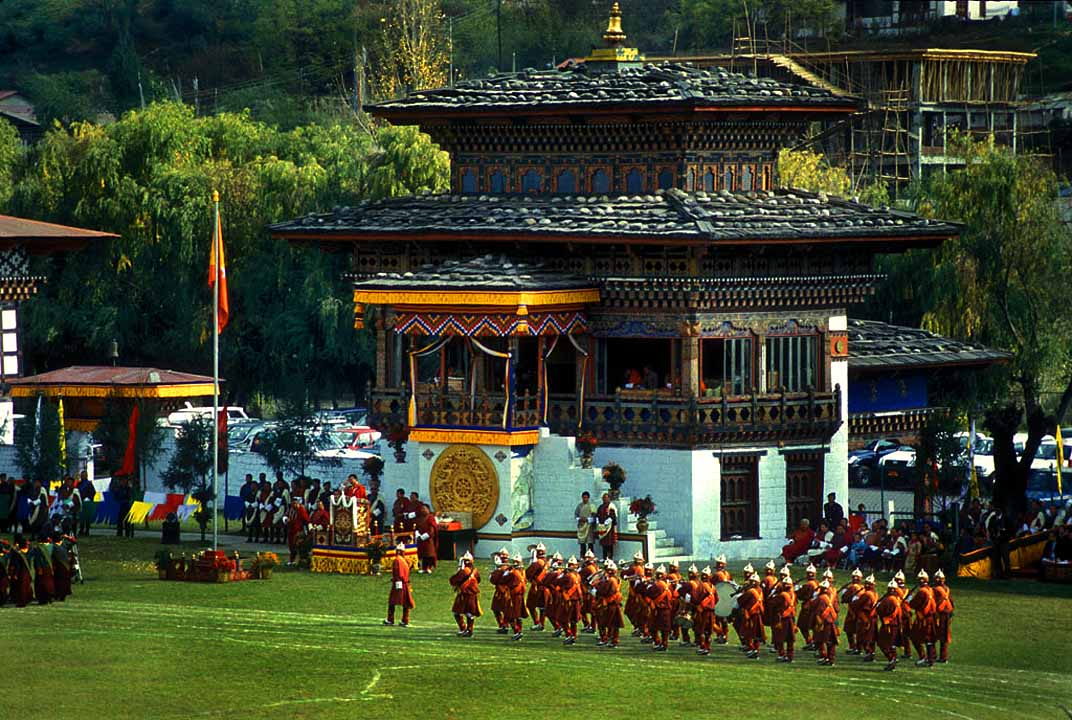
Łucznictwo jest narodowym sportem w Bhutanie

Dzongkha i sharchopkha, najczęściej używane języki, są blisko spokrewnione z tybetańskim, a tybetańscy mnisi czytają i piszą używając starożytnej odmiany języka tybetańskiego.
Tradycyjnym strojem mężczyzn jest gho, a kobiet kira.
Istotnym aspektem kultury jest bardzo rozpowszechnione łucznictwo – bhutański sport narodowy. Zawodom towarzyszą różnego rodzaju uroczystości. Współzawodniczą ze sobą wsie i miasteczka.
Drugim sportem narodowym jest digor, dyscyplina podobna do pchnięcia kulą.
Piłka nożna w Bhutanie staje się coraz popularniejszym sportem. W 2002 reprezentacja Bhutanu w piłce nożnej rozegrała w Thimphu mecz z drużyną Montserratu, wygrywając 4:0.
Rigsagar jest nowym stylem popularnej w Bhutanie muzyki, granej zarówno na tradycyjnych, jak i elektrycznych instrumentach.
Charakterystyczną budowlą w Bhutanie jest dzong. W tym stylu w został zbudowany nowe budynki Biblioteki Narodowej i Archiwum Bhutanu otwarte w 1984 roku w Thimphu.
W Bhutanie zrealizowano film Mały Budda w reżyserii Bernardo Bertolucciego.

## Gospodarka
Bhutan należy do państw o najniższym poziomie rozwoju społeczno-gospodarczego. ONZ zalicza ten kraj do grupy najsłabiej rozwiniętych państw świata (tzw. LDC – Least Developed Countries). PKB na 1 mieszkańca, według parytetu siły nabywczej, wynosił 1,3 tys. USD (2002). Dopiero w 1956 zniesiono niewolnictwo. Z inicjatywy króla Jigme Singye Wangchuck w 1972 powstał wskaźnik szczęścia narodowego brutto (GNH), który mógł być inicjacją do powstania w 2006 Światowego Indeksu Szczęścia (HPI). Coraz częściej brany jest on, zamiast PKB, za wyznacznik rozwoju społecznego krajów. Społeczeństwo Bhutanu należy do najszczęśliwszych na świecie. Zdecydowana większość mieszkańców czynnych zawodowo jest zatrudniona w rolnictwie i leśnictwie (ok. 91%). Na wsi utrzymują się feudalne stosunki. Grunty orne zajmują ok. 3% powierzchni kraju, a łąki i pastwiska – ok. 6%. Większość ziemi uprawnej jest w posiadaniu klasztorów buddyjskich i wielkich właścicieli. Uprawia się głównie ryż, pszenicę, jęczmień, proso i kukurydzę, poza tym ziemniaki, rośliny strączkowe, jutę, tytoń. W południowej części kraju pojawia się sadownictwo (mango, pomarańcze, jabłoń) oraz uprawa kardamonu. W górach koczownicze pasterstwo owiec, jaków i kóz, na południu przyzagrodowa hodowla bydła i trzody chlewnej. Dużą rolę odgrywa leśnictwo, głównie eksploatacja drewna tekowego. Niewielkie wydobycie węgla kamiennego, surowców budowlanych oraz grafitu. Dopiero w latach 70. powstały pierwsze obiekty przemysłowe: elektrownie wodne, zakłady włókiennicze, przetwórstwa owoców, tartaki oraz cementownia i fabryka zapałek. Dobrze rozwinięte rzemiosło artystyczne, zwłaszcza tkactwo, snycerstwo, wyrób białej broni i obróbka metali.
Eksport energii elektrycznej, drewna, węgla, wosku, kości słoniowej i cementu. Import wyrobów przemysłowych, żywności, paliw. Główni partnerzy handlowi: Indie (ok. 90% obrotów), Singapur.
W 1967 została wydana pierwsza gazeta bhutańska – Kuensel.
Od 1968 w Bhutanie istnieje lotnisko, które przyjmuje regularnie samoloty pasażerskie z Katmandu i Delhi. Od tego samego roku kraj jest przejezdny z zachodu na wschód dzięki wybudowaniu asfaltowej szosy. Aby przejechać przez Bhutan, trzeba wykazać się mocnymi nerwami. „Niebiański trakt stu tysięcy zakrętów” to 600 km nieustannych, ostrych zakrętów, nawrotów, przez cały czas na krawędzi głębokich przepaści. Na jego przejechanie potrzeba przynajmniej trzech dni. Zbudowany został pod nadzorem wojska indyjskiego, które odpowiada za jego utrzymanie. Przy budowie szosy zatrudniono tysiące robotników nepalskich i hinduskich, często z całymi rodzinami.
Obecnie w Bhutanie jest 15 tys. użytkowników internetu i 23 tys. posiadaczy telefonów komórkowych. Nie istnieją związki zawodowe, do niedawna nie było partii politycznych.
Telewizja była nieznana do 1995, obecnie nie jest jeszcze rozpowszechniona. Można odbierać kanały radiowe m.in. Bhutan Broadcasting Service.
W 2005 wprowadzono pierwszy na świecie zakaz sprzedaży wyrobów tytoniowych. Jednocześnie nie jest zabronione palenie tytoniu w prywatnych domach, ale obywatele mogą importować z zagranicy tylko do 200 papierosów miesięcznie.
Bhutański lama Dzongsar Jamyang Khjentse Rinpocze znany jest jako reżyser, który napisał scenariusz filmów Puchar Himalajów (1999) i Podróżnicy i magowie (2003).

### Turystyka
W 2015 roku kraj ten odwiedziło 155 tys. turystów (16,2% więcej niż w roku poprzednim), generując dla niego przychody na poziomie 71 mln dolarów.

## Edukacja
W klasztorach młodzi ludzie uczą się czytać święte księgi buddyjskie, a także poznają arkana sztuki malarskiej, złotniczej, uczą się tańców narodowych i języka angielskiego. Praktycznie każda rodzina wysyła do klasztoru przynajmniej jednego syna w wieku sześciu lat. Nauka trwa 10 lat.
Nauka jest bezpłatna. Studenci wysyłani są na studia do Stanów Zjednoczonych, Japonii i Anglii. Po ukończeniu ich mają obowiązek wrócić do kraju i najpierw przejść kurs przystosowawczy w jednym z klasztorów, a następnie przepracować pięć lat na rzecz państwa.

## Siły zbrojne Bhutanu
Armia Bhutanu z budżetem 19 mln dolarów jest na ostatnim (139.) miejscu według rankingu „Military Strength Ranking”  prowadzonym przez Global Firepower.  Bhutan posiada 25 pojazdów opancerzonych, a całkowity personel wojskowy to  7 000 ludzi.